# 藤村トヨ
藤村 トヨ（ふじむら トヨ、1877年6月16日 - 1955年1月18日）は、日本の体育教育者。

## 来歴
香川県阿野郡坂出村（現・坂出市）出身。病気で東京女子高等師範学校を中退。その後、1902年に体操で健康を取り戻し、1904年に体操科教員の文部省検定試験で女性初の合格者となる。同年に東京女子体操音楽学校（現・東京女子体育大学）に就職し、1908年に校長となる。1915年に東京女子医学専門学校（現・東京女子医科大学）に入学し、1920年卒業。1928年から1931年まで海外を視察し、帰国後にはドイツの体育教師G・ワルターとK・ブラントを招聘し、ドイツ体操を奨励した。
1950年に東京女子体育短期大学で初代学長となる。